# Vilâyet Tuna

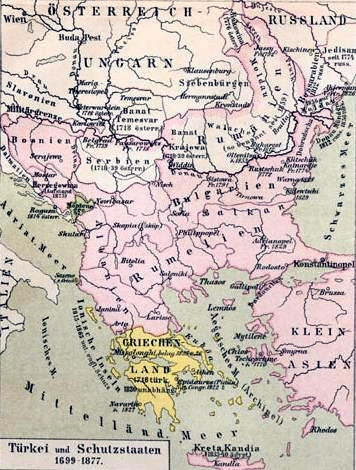
Das Vilâyet Tuna (ungenau) hier als Bulgarien bezeichnet

Das Vilâyet Tuna (osmanisch ولايت طونه İA Vilâyet-i Tuna, türkisch Tuna vilâyeti; deutsch „Donau-Provinz“ selten auch „Danubien“) entstand 1864 im Zuge der Tanzimat-Reformen, bzw. durch das Verwaltungsgesetz (1864) aus dem Zusammenschluss der osmanischen Großprovinzen Silistrien, Niş und Widin und existierte bis 1878. Der breite, noch osmanische Landstreifen südlich der Donau reichte vom serbischen Niš (Nisch) und über den flachen Norden Bulgariens bis zur Dobrudscha und zum Donaudelta. Erster Verwalter, Wali, wurde Midhat Pascha, der in den nächsten Jahren umfangreiche Reformen durchführte.
Bereits im Mittelalter gab es im Byzantinischen Reich einen administrativen Distrikt gleichen Namens: Paristrion – „Land an der Donau“.

## Grenzen und Besonderheiten
Das Vilâyet Tuna umfasste also das heutige Südostserbien und Nord-Bulgarien (nördlich des Balkangebirges und südlich der Donau), sowie die ab 1878 rumänische Norddobrudscha. Das Vilâyet Tuna wurde oft ungenau Vilâyet Bulgarien genannt, da die Bulgaren die Bevölkerungsmehrheit stellten. Verwaltungszentrum des Vilayets war Russe (osmanisch Rusçuk), die wichtigste osmanische Festung an der Donau und damals blühende Stadt im Nordosten Bulgariens.
Das Vilâyet wurde nach französischem Vorbild aufgebaut und sollte nach der Vorstellung der Hohen Pforte als Musterprovinz für eine Provinzial-Neuordnung fungieren. Das Vilâyet war, den Verwaltungsaufgaben eines Départements entsprechend in mehrere Sandschaks aufgeteilt, die ihrerseits die Aufgabe der französischen Arrondissements übernahmen.  An der Spitze des Vilâyets stand der Wali anstelle des früheren Beglerbegs. Die Sandschaks wurden von einem Mutasarrif, anstelle des bisherigen Sandschakbegs geleitet. Der beratende Dīwān wurde abgeschafft und an seiner Stelle sowohl auf Vilâyets-, als auch auf Sandschakebene ein Verwaltungsrat eingesetzt, dem neben muslimischen Würdenträgern auch drei nichtmuslimische Religionsgemeinschaften (Armenier, Griechisch-Orthodoxe und Juden) angehörten. Damit sollte die nichtmuslimische Bevölkerung mit einbezogen werden.
In den nächsten drei Jahren führte Midhat Pascha in großem Umfang Reformen im Vilâyet durch. Sie schlossen Straßen- und Brückenbauten, die Gründung von Kreditinstituten, Gewerbeschulen und einer Donauschifffahrtsgesellschaft, die Ordnung des Steuerwesen und des Polizeihaushalts, die Errichtung eines Postdienstes und Kommunalverwaltungen ein. Durch die Erhöhung der Schlagfertigkeit der Militär- und Polizeiverbände konnte man die öffentliche Sicherheit erhöhen und der im Untergrund agierenden bulgarischen Befreiungsbewegung für längere Zeit den Boden entziehen. In seine Regierungszeit fällt auch der Bau und die Eröffnung 1866 der Bahnstrecke Warna–Russe. Darüber hinaus war die Zeit nach dem verlorenen Krimkrieg durch die Ansiedlung von Krimtataren, Nogaier, Tataren, Tscherkessen aus den verlorenen Gebieten am östlichen und nördlichen Schwarzmeer geprägt. In diesem Zusammenhang wurden sieben öffentliche Krankenhäuser errichtet, je eins in Russe, Plewen, Sofia, Widin, Tulcea und Dobritsch.
Die Bildung des Vilâyet Tuna und die durchgeführten Reformen konnten die unzufriedene bulgarische Bevölkerung, welche die Mehrheit stellte, aber nicht besänftigen, da sie auch im neuen Verwaltungssystem nicht repräsentiert war. Denn mit dem griechisch geprägten ökumenischen Patriarchat von Konstantinopel, das sie vertreten sollte, kämpfte sie um eine unabhängige bulgarische Kirche (siehe Bulgarisch-griechischer Kirchenkampf). Dieses änderte sich auch nicht mit der Gründung des Bulgarischen Exarchats 1870, das nominell dem Patriarchen von Konstantinopel unterstellt war. Auf lokaler Ebene gab es mancherorts bulgarische Gemeinderäte, Bürgermeister und Kirchenvorstände.

## Verwaltungsgliederung
- Sandschak Sofia
  - Kaza (Gerichtsbezirk, Kreis) Sofia
  - Kaza Köstendil
  - Kaza Dupnice (Dubenice)
  - Kaza Radomir (Dadumira)
  - Kaza İzladi
  - Kaza Orhaniye
  - Kaza Samokow
- Sandschak Niş
  - Kaza Niş
  - Kaza Leskofça
  - Kaza Şehirköy
  - Kaza Ürgüp
- Sandschak Widin
  - Kaza Widin
  - Kaza Berkofça
  - Kaza Lom
  - Kaza Belgratçık
  - Kaza Rahova
  - Kaza Ivraca
  - Kaza Adliye
- Sandschak Tırnova
  - Kaza Tırnova
  - Kaza Trojan
  - Kaza Lofça
  - Kaza Osmanpazarı
  - Kaza Servi
  - Kaza Gabrova
- Sandschak Rusçuk
  - Kaza Rusçuk
  - Kaza Şumnu
  - Kaza Silistre
  - Kaza Hezargrad
  - Kaza Niğbolu
  - Kaza Ziştovi
  - Kaza Plevne
  - Kaza Eski Cuma (Cuma-i Atik)
  - Kaza Tutrakan
  - Kaza Yenipazar
- Sandschak Warna
  - Kaza Warna
  - Kaza Pravadi
  - Kaza Balçık
  - Kaza Pazarcık (Hacıoğlu Pazarcık)
  - Kaza Mankalya
  - Kaza Kozluca
- Sandschak Tulça (oder Tolçu)
  - Kaza Tulça
  - Kaza Babadağı
  - Kaza Mecidiye
  - Kaza Sülne (Süne)
  - Kaza İshakçı (İshakça)
  - Kaza Maçin
  - Kaza Hırsova
  - Kaza Köstence